# Kopřivnice
Kopřivnice (tyska: Nesseldorf) är en stad i Tjeckien. Befolkningen uppgick till 22 273 invånare i början av 2016.
Kopřivnice är hemstad för fordonstillverkaren Tatra, som grundades i staden under namnet Kutschenfabrik Ignaz Schustala & Comp av Ignác Šustala. Den flerfaldige olympiske mästaren Emil Zátopek föddes i Kopřivnice.